# Neognamptodon suturalis
Neognamptodon suturalis är en stekelart som beskrevs av Sergey A. Belokobylskij 1999. Neognamptodon suturalis ingår i släktet Neognamptodon och familjen bracksteklar. Inga underarter finns listade i Catalogue of Life.